# Барнаульский дендрарий
Барнаульский дендрарий, или Дендрарий научно-исследовательского института садоводства Сибири имени М. А. Лисавенко, — расположен в Нагорной части Барнаула.

## Географическое положение
Дендрарий находится в южной части Барнаула на территории НИИСС имени М. А. Лисавенко. С трёх сторон он окружён ленточным бором, а на востоке выходит к высокому берегу Оби. Абсолютные высоты на территории парка находятся в пределах 190—212 м над уровнем моря. Площадь насаждений — 10,5 га. Расположение дендрария обеспечивает хороший воздушный дренаж, а также смягчает осенние и весенние заморозки. Пересечённость территории впадинами и холмами позволяет выращивать растения из разных природно-климатических зон.

## История
Основателями дендрария являются учёный-садовод и селекционер М. А. Лисавенко и доктор сельскохозяйственных наук З. И. Лучник. Первые экземпляры деревьев были посажены в конце 1930-х годов на территории Горного Алтая. А в 1953 году часть из них привезли в Барнаул и стали формировать дендрарий.
За годы работы здесь удалось испытать большое количество растений как местной флоры, так и пород из других флористических областей — Европы, Северной Америки и Азии. К 1998 году в коллекции дендрария насчитывалось более 1100 ботанических видов, гибридов, сортов деревьев и кустарников.

## Отделы дендрария
Барнаульский дендрарий сформирован по эколого-географическому принципу и разбит на отделы, в каждом из которых собраны растения из определённого региона: отдел гибридов, форм и сортов; цветник; отдел Дальнего Востока; отдел Средней Азии и Казахстана; отдел центральной полосы европейской части России; отдел Восточной Сибири; отдел Западной Сибири; отдел Северной Америки; деревья и кустарники из Японии, Китая и Кореи.
В барнаульском дендрарии собрано 15 сортов сирени, 24 вида клёнов, 200 видов роз, форзиция яйцевидная, дуб черешчатый, дуб монгольский, ива ломкая, тополь душистый, каштаны, вязы, липы, ели, лимонник китайский, аралия маньчжурская, спирея (таволга), чубушники, рододендроны.